# Pactul de Stabilitate pentru Europa de Sud-Est

Membri ai Pactului de Stabilitate

Pactul de Stabilitate pentru Europa de Sud-Est (abreviat PSESE) a fost o instituție care viza consolidarea păcii, democrației, drepturilor omului și a economiei în țările din Europa de Sud-est din 1999 până în 2008. A fost înlocuit de Consiliul Regional de Cooperare în februarie 2008. CRC înlocuiește Pactul de Stabilitate, deoarece este mult mai la „nivel regional”, decât PS, care a fost determinat mai mult de partenerii din afară, cum ar fi UE. 

## Membri
members
     observeratori
     parteneri susținători
- Membri parteneri:
  -  Albania
  -  Bosnia și Herțegovina
  -  Bulgaria
  -  Croația
  -  Macedonia de Nord
  -  Republica Moldova
  -  Muntenegru
  -  România
  -  Serbia
- Observatori:
  -  Ucraina
- Parteneri susținători:
  -  Japonia
  -  Norvegia
  -  Rusia
  -  Turcia
  -   Elveția
  -  Statele Unite
  - Statele membre  Uniunea Europeană

Statele membre ale Pactului de Stabilitate
members
observeratori
parteneri susținători

  - Mai multe organizații internaționale  Arhivat în 16 august 2006, la Wayback Machine..

## Fondare
Pactul a fost creat la inițiativa Uniunii Europene la 10 iunie 1999 la Köln. Toate țările din regiune, cu excepția la Serbia și Muntenegru (atunci RF Iugoslavia) și Republica Moldova, au fost prezente la conferința de constituire. Reprezentanții din Ungaria, Bulgaria, România, Rusia, Turcia, Statele Unite ale Americii, toți membrii UE de atunci, OSCE, Consiliul Europei și Comisia Europeană au fost luate în considerare, de asemenea ca participanți activi. 
Reprezentanții din Canada, Japonia, Organizației Națiunilor Unite, UNHCR, NATO, OCDE, Uniunea Vest-Europeană, Fondul Monetar Internațional, Banca Mondială, Banca Europeană de Investiții și Banca Europeană pentru Reconstrucție și Dezvoltare au fost prezenți ca mediatori.
Pactul a fost creat ulterior la escaladarea războiului din Kosovo, iar stabilitatea Kosovo a fost printre obiectivele primare.
În 2006 a fost anunțat că la începutul anului 2008, Pactul de Stabilitate ar trebui să fie urmat de unul dintr-un cadru de cooperare mai la nivel regional, Consiliului Regional de Cooperare (CRC), format din țările din regiune în sine, dar cu sprijinul continuu și sfaturi de la comunitatea internațională. Procesul de Cooperare în Europa de Sud-Est ar trebui să joace un rol important în acest proces. Ultima reuniune a PSESE a avut loc la 28 februarie 2008, în Sofia, Bulgaria, atunci când acesta a fost urmat de către Consiliul Regional de Cooperare.